# The Gang's All Here
The Gang's All Here è stato il secondo album pubblicato dai Dropkick Murphys nel 1999 dalla Hellcat Records. È stato il primo album fatto con Al Barr ex-cantante dei The Bruisers che ha rimpiazzato Mike McColgan che aveva deciso di lasciare il gruppo. Le canzoni e l'album nell'insieme sono molto forti, e il tema militare è molto evidente.
La band ha anche fatto un video per il singolo "10 Years Of Service".

## Tracce
Tutti i brani sono dei Dropkick Murphys eccetto quelli segnalati.
1. Roll Call – 0:32
2. Blood and Whiskey – 1:47
3. Pipebomb on Lansdowne – 1:50
4. Perfect Stranger – 1:58
5. 10 Years of Service – 2:45
6. Upstarts and Broken Hearts – 2:56
7. Devil's Brigade – 1:27
8. Curse of a Fallen Soul – 3:00
9. Homeward Bound – 2:00
10. Going Strong – 3:06
11. The Fighting 69th (Tradizionale) – 3:13
12. Boston Asphalt – 1:39
13. Wheel of Misfortune – 3:50
14. The Only Road – 2:11
15. Amazing Grace (John Newton)– 2:38
16. The Gang's All Here – 7:59

## Formazione
- Al Barr - voce
- Rick Barton - chitarra
- Ken Casey - basso
- Matt Kelly - batteria
- Joe Delaney - cornamusa in "Amazing Grace"
- Johnny Cunningham- violino in "Wheel of Misfortune" e "The Gang's All Here"